# Lopholejeunea recurvata
Lopholejeunea recurvata là một loài Rêu trong họ Lejeuneaceae. Loài này được Mizut. mô tả khoa học đầu tiên năm 1979.